# Hinterbrühl
Hinterbrühl is een gemeente in de Oostenrijkse deelstaat Neder-Oostenrijk, gelegen in het district Mödling. De gemeente heeft ongeveer 4000 inwoners.

## Geografie
Hinterbrühl heeft een oppervlakte van 16,93 km². Het ligt in het noordoosten van het land, vlak onder de hoofdstad Wenen.
Achau · Biedermannsdorf · Breitenfurt bei Wien · Brunn am Gebirge · Gaaden · Gießhübl · Gumpoldskirchen · Guntramsdorf · Hennersdorf · Hinterbrühl · Kaltenleutgeben · Laab im Walde · Laxenburg · Maria Enzersdorf · Mödling · Münchendorf · Perchtoldsdorf · Vösendorf · Wiener Neudorf · Wienerwald
- Gemeinsame Normdatei: 4329466-2
- MusicBrainz: ac9acba7-a41d-4f2a-801a-c73354eecf0e
- Nationale Bibliotheek van Tsjechië: xx0188172
- Virtual International Authority File: 241841039